# Don Coscarelli
Don Coscarelli (Tripoli, 17 februari 1954) is een Libisch-Amerikaans filmregisseur. Hij ontving in 2003 een Bram Stoker Award voor het script dat hij schreef voor de film Bubba Ho-Tep, naar het gelijknamige boek van Joe R. Lansdale. Ook Coscarelli's producties Phantasm (1979) en The Beastmaster (1982) leverden hem filmprijzen op.
Coscarelli's naam is onlosmakelijk verbonden aan de cultfilm-serie die volgde op de lowbudgetfilm Phantasm uit 1979. Bijna twintig jaar na dato verscheen hiervan het vierde deel en zowel de regisseur als hoofdrolspeler Angus Scrimm (die in alle delen speelt) werden door de titels graaggeziene gasten op verscheidene horrorfestivals.

Coscarelli's cult-imago werd nog eens vergroot na het verschijnen van Bubba Ho-Tep (2002), een horror-komedie over een door The Evil Dead-acteur Bruce Campbell gespeelde 68-jarige Elvis Presley, die nog steeds in leven is, maar waarvan niemand gelooft dat hij de echte is.
Coscarelli werd geboren in Libië, maar is de zoon van een Amerikaanse moeder (Kate) en groeide op in de Verenigde Staten. Zelf is hij vader van dochter Chloe en zoon Andy. Hij volgde nooit een opleiding voor het maken van films.

## Filmografie
- Masters of Horror: Incident on and Off a Mountain Road (2005)
- Bubba Ho-Tep (2002)
- Phantasm IV: Oblivion (1998)
- Phantasm III: Lord of the Dead (1994)
- Phantasm II (1988)
- Phantasm (1979)
- Kenny & Company (1976)
- Jim the World's Greatest (1976)

Coscarelli schreef de scripts van al zijn films zelf. Met uitzondering van Phantasm II verzorgde hij ook telkens zijn eigen productie. Tevens schreef hij (mee aan) de scripts voor:
- Beastmaster: The Eye of Braxus (1996)
- Beastmaster 2: Through the Portal of Time (1991)
- Survival Quest (1989)

## Filmprijzen
- Avoriaz Fantastic Film Festival 1979 - Special Jury Award voor Phantasm
- Avoriaz Fantastic Film Festival 1982 - Antennae II Award voor The Beastmaster
- U.S. Comedy Arts Festival 2003 - beste script, voor Bubba Ho-Tep
- Bram Stoker Awards 2004 - beste script, voor Bubba Ho-Tep

- Bibsys: 14002024
- Biblioteca Nacional de España: XX1320437
- Bibliothèque nationale de France: cb13892765t (data)
- Gemeinsame Normdatei: 13795283X
- International Standard Name Identifier: 0000 0001 1950 9884
- Library of Congress Control Number: n2007024051
- Nationale Bibliotheek van Polen: a0000002777628
- Nederlandse Thesaurus van Auteursnamen: 292998163
- SNAC: w6b28qvj
- Système universitaire de documentation: 221267255
- Virtual International Authority File: 71577534
- WorldCat: E39PBJg4gPFktVfyprmQTg3CwC